# Lavernose-Lacasse
Lavernose-Lacasse is een gemeente in het Franse departement Haute-Garonne (regio Occitanie). De plaats maakt deel uit van het arrondissement Muret. Lavernose-Lacasse telde op 1 januari 2022 3.665 inwoners.

## Geografie
De oppervlakte van Lavernose-Lacasse bedroeg op 1 januari 2022 17,83 vierkante kilometer; de bevolkingsdichtheid was toen 205,6 inwoners per km².

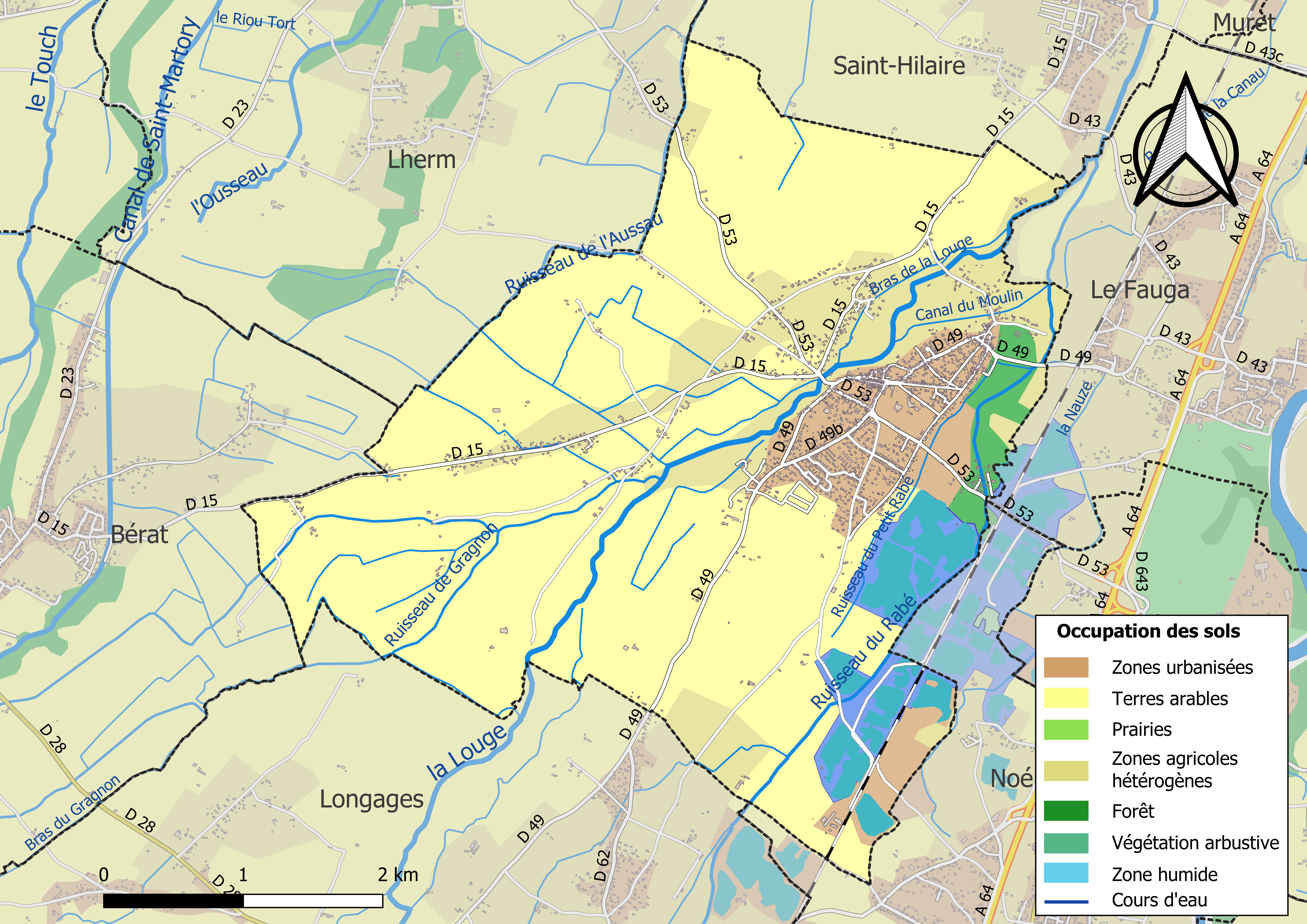
Kaart van de gemeente met belangrijkste infrastructuur, bodemgebruik en omliggende gemeenten

## Demografie
Onderstaande figuur toont het verloop van het inwonertal (bron: INSEE-tellingen).